# Koirasaari (ö i Södra Savolax, S:t Michel, lat 61,62, long 27,31)
Koirasaari är en ö i Finland. Den ligger i sjön Ukonvesi och i kommunen Sankt Michel i den ekonomiska regionen  S:t Michel och landskapet Södra Savolax, i den södra delen av landet, 200 km nordost om huvudstaden Helsingfors. Öns area är 4,1 hektar och dess största längd är 410 meter i sydöst-nordvästlig riktning.